# 美國法院
美國法院（courts of the United States）由美國聯邦法院與各州或領地的州法院兩系統所組成。美國聯邦法院構成美國聯邦政府的司法部門，並依偱美國憲法與聯邦法律運作。美國各州與領地擁有個別的州／領地法院，並依偱各自的州／領地憲法與州／領地法律運作。
在聯邦法律中的「美國法院」（Courts of the United States）一詞專指美國聯邦政府的聯邦法院，而並不包括各州法院，這是因為美國的聯邦制明確的將聯邦與各州政府的運作分隔，因此各州可以自由的選擇各式各樣的法院系統，而不需要與聯邦法院或其他州有著相同的系統。聯邦法院除了專門法院外可分為三級。所有的州法院都至少分為了兩級，而幾乎所有州與聯邦法院都有著「初審－上訴－終審」的三級系統。少數的州有兩個終審法院分別管理民事與刑事案件。
全美國98%的案件都是由各州的各級法院所審理。大部分的州將小型違規案件，例如交通違規，歸屬於擁有特別司法管轄權的法院；並將較嚴重的案件歸屬於擁有原屬司法管轄權的法院。美國聯邦法院審理兩個或以上的州之間的糾紛、違犯聯邦法律、國際條約、美國憲法、海洋商業法、破產法等有關案件。全美國內80%的案件為民事而20%為刑事案件。民事案件通常包括民權、專利權、以及社會安全保險，而刑事案件則包括逃漏稅務責任、搶劫、偽造文書、以及毒品案件。
美國法院常使用「巡迴」一詞。該詞為英語的直接翻譯，其意義為地區之意。由於美國幅員廣大，各州人口分佈不一，因此不能在每州設聯邦法院，只能在重要地點設法院置法官。為了服務距離法院遙遠地區民眾的司法需求，法官必須離開法院所在地並「巡迴」其司法管轄地區。此詞因此使用至今，而今日的美國法官有時仍須要離開原法院到其司法管轄範圍內的其他法院巡迴審理案件。
以下為美國境內的法院列表。

## 美國聯邦法院

美國十二個上訴法院的管轄地區範圍圖。

### 以地理分配之司法管轄權的法院
- 初審法院：
  - 美國聯邦地區法院[4]（共有94個法院，列於各州段落之下）

- 上訴法院：美國聯邦上訴法院[5]
  - 美國聯邦第一巡迴上訴法院[6]
  - 美國聯邦第二巡迴上訴法院[7]
  - 美國聯邦第三巡迴上訴法院[8]
  - 美國聯邦第四巡迴上訴法院[9]
  - 美國聯邦第五巡迴上訴法院[10]
  - 美國聯邦第六巡迴上訴法院[11]
  - 美國聯邦第七巡迴上訴法院[12]
  - 美國聯邦第八巡迴上訴法院[13]
  - 美國聯邦第九巡迴上訴法院[14]
  - 美國聯邦第十巡迴上訴法院[15]
  - 美國聯邦第十一巡迴上訴法院[16]
  - 美國哥倫比亞特區巡迴上訴法院[17]

- 終審法院：
  - 美國最高法院[18]

### 以專業事務分配之司法管轄權的法院
- 擁有特定「原屬」司法管轄權的法院：

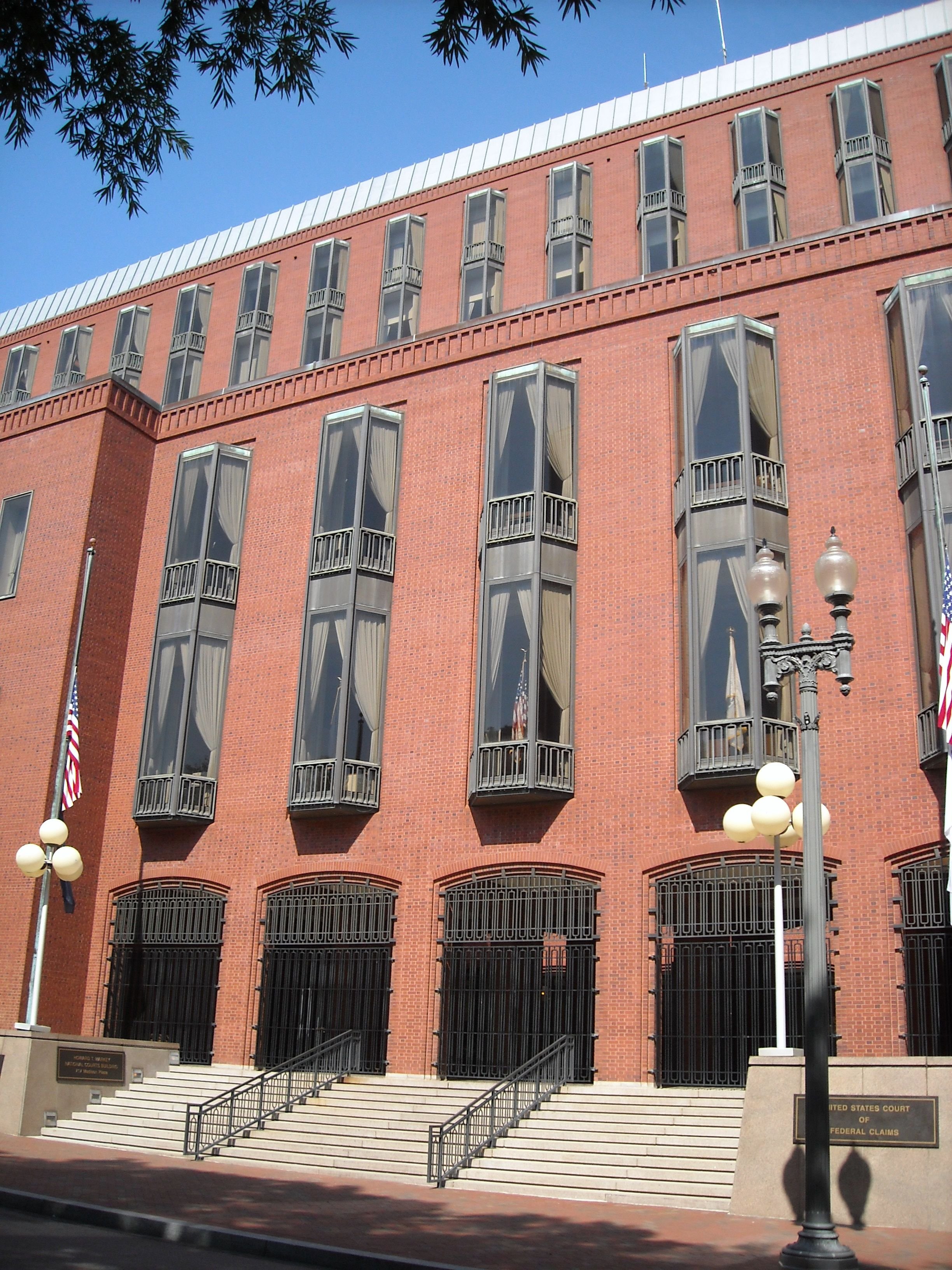
位於華盛頓特區的美國聯邦索賠法院總部。

  - 除了以下法院之外另外還有分別依據美國憲法第一章與第三章所設立的特別法庭。
  - 美國稅務法院[19]
  - 美國國際貿易法院[20]
  - 美國聯邦索賠法院[21]
  - 美国外国情报监控法院[22]
  - 美國破產法院[23]

- 擁有特定「上訴」司法管轄權的法院：
  - 美國聯邦巡迴區上訴法院[24]
  - 美國軍事上訴法院[25]
  - 美國退伍軍人賠償上訴法院[26]

### 過去的美國聯邦法院
- 臨時緊急上訴法院－1971年至1992年[27]
- 美國關稅暨專利上訴法院－1909年至1982年
- 美國商務法院－1910年至1913年[28]
- 美國私有土地所有權法院－1891年至1904年[29]

## 各州法院
- 州最高法院
  - 州法院

### 阿拉巴馬州
阿拉巴馬州法院包括：
- 阿拉巴馬最高法院[30]
  - 阿拉巴馬民事上訴法院[31]
  - 阿拉巴馬刑事上訴法院[32]
    - 阿拉巴馬巡迴法院－41個巡迴[33]
      - 阿拉巴馬地方法院－67個地區[33]
      - 阿拉巴馬城鎮法院－273個法院[33]
      - 阿拉巴馬公證法院－68個法院[33]

  - 阿拉巴馬司法政風法院[34]

位於阿拉巴馬州內的聯邦法院
- 美國阿拉巴馬北區地區法院[35]
- 美國阿拉巴馬中區地區法院[36]
- 美國阿拉巴馬南區地區法院[37]

- - 所有阿拉巴馬州境內美國地區法院案件的上訴法院為位於亞特蘭大的美國第十一巡迴上訴法院。

位於阿拉巴馬州內過去的聯邦法院
- 美國阿拉巴馬區地區法院－已廢除，於1824年細分

### 阿拉斯加州
阿拉斯加州法院包括：
- 阿拉斯加最高法院[38]
  - 阿拉斯加上訴法院[38]
    - 阿拉斯加高等法院－分四區共有40位法官[39]
      - 阿拉斯加地方法院－21個分區[39]

位於阿拉斯加州內的聯邦法院
- 美國阿拉斯加區地區法院[40]

### 亞利桑那州
亞利桑那州法院包括：
- 亞利桑那最高法院[41]
  - 亞利桑那上訴法院－兩個部門[42]
    - 亞利桑那高等法院－州內的初審法院，有15個位於各郡的法院[42]
      - 太平紳士－郡級法院[43]、亞利桑那城鎮法院、市法院、與專門司法管轄法院

位於亞利桑那州內的聯邦法院
- 美國亞利桑那區地區法院[44]

### 阿肯色州
阿肯色州法院包括：
- 阿肯色最高法院[45]
  - 阿肯色上訴法院[46]
    - 阿肯色巡迴法院－24個巡迴地區[47]
      - 阿肯色地方法院－過去為阿肯色城鎮法院[48]
      - 阿肯色城市法院[49]

位於阿肯色州內的聯邦法院
- 美國阿肯色東區地區法院[50]
- 美國阿肯色西區地區法院[51]

位於阿肯色州內過去的聯邦法院
- 美國阿肯色區地區法院－已廢除，並已細分

### 加利福尼亞州
加利福尼亞州法院包括：
- 加利福尼亞州最高法院[52]
  - 加利福尼亞州上訴法院－6個上訴分區[53]

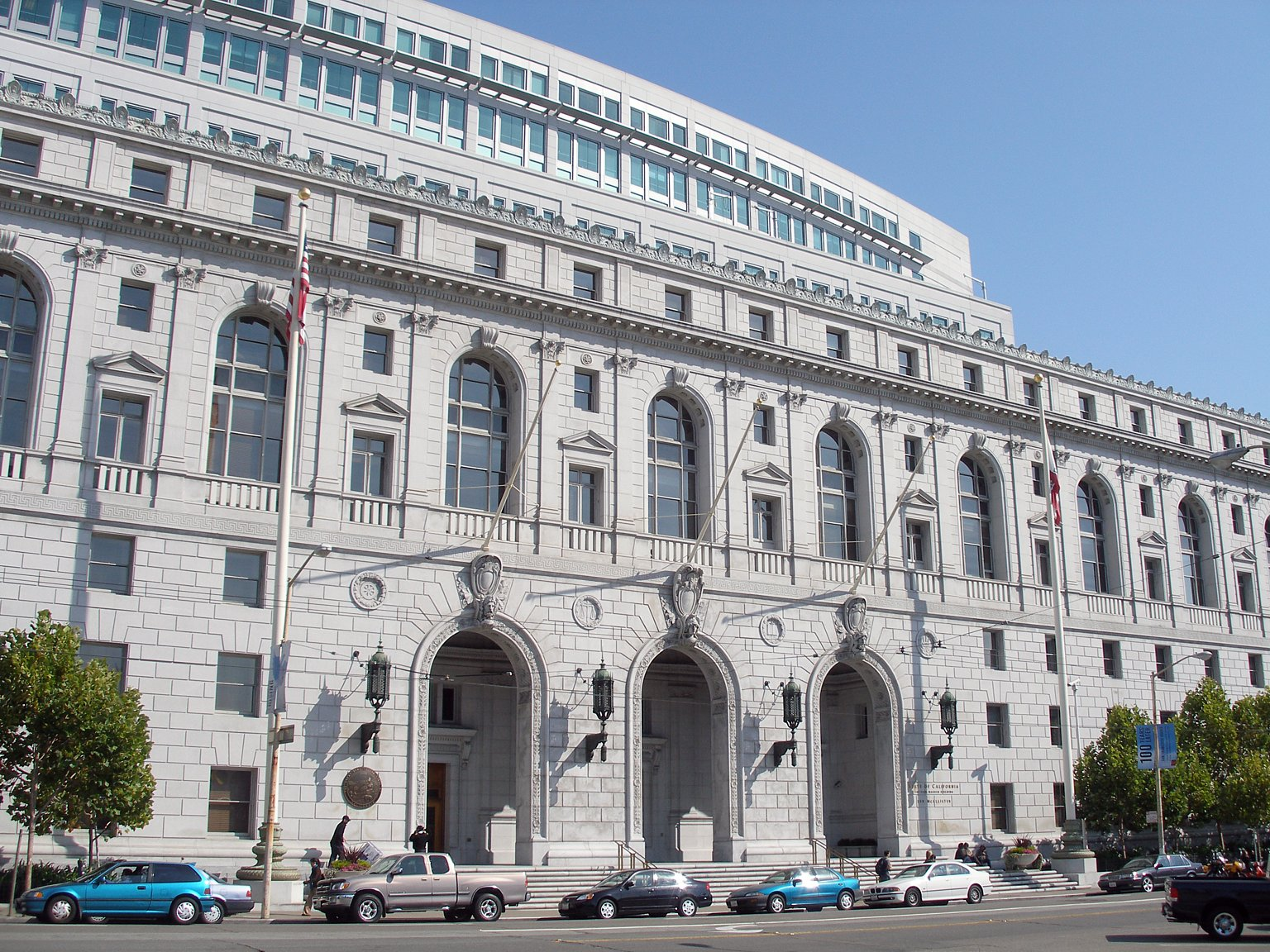
位於加州舊金山的加利福尼亞州最高法院大廈

    - 加利福尼亞州高等法院－58個法院，各管轄加州各郡[54]

位於加利福尼亞州內的聯邦法院
- 美國第九巡迴上訴法院－總部位於加州舊金山，下轄位於阿拉斯加州、亞利桑那州、加利福尼亞、關島、夏威夷州、愛達荷州、蒙大拿州、內華達州、北馬利安納群島、俄勒岡州、與華盛頓州的各個美國地區法院。
- 美國加利福尼亞中區地區法院[55]
- 美國加利福尼亞東區地區法院[56]
- 美國加利福尼亞北區地區法院[57]
- 美國加利福尼亞南區地區法院[58]

位於加利福尼亞州內過去的聯邦法院
- 美國加利福尼亞區地區法院－已廢除，並以細分

### 科羅拉多州
科羅拉多州法院包括：
- 科羅拉多最高法院[59]
  - 科羅拉多上訴法院[60]
    - 科羅拉多地方法院－22個司法分區[61]
      - 科羅拉多郡法院[62]

位於科羅拉多州內的聯邦法院
- 美國第十巡迴上訴法院－總部位於科羅拉多州丹佛，下轄位於科羅拉多州、堪薩斯州、新墨西哥州、奧科拉荷馬州、猶他州、與懷俄明州的各個美國地區法院。
- 美國科羅拉多區地區法院[63]

### 康乃狄克州
康乃狄克州法院包括：
- 康乃狄克最高法院[64]
  - 康乃狄克訴願法院[65]
    - 康乃狄克高等法院－13個分區[66]
    - 康乃狄克公證法院[67]

位於康乃狄克州內的聯邦法院
- 美國康乃狄克區地區法院[68]

### 德拉瓦州
德拉瓦州法院包括：
- 德拉瓦最高法院[69]
  - 德拉瓦衡平法院[70]
  - 德拉瓦高等法院－3個法院，位於各郡[71]
    - 德拉瓦家庭法院[72]
    - 德拉瓦普通訴求法院（Delaware Court of Common Pleas）[73]
    - 德拉瓦太平紳士法院
    - 德拉瓦參事法院

位於德拉瓦州內的聯邦法院
- 美國德拉瓦區地區法院[74]

### 佛羅里達州
佛羅里達州法院包括：
- 佛羅里達最高法院[75]
  - 佛羅里達地方上訴法院－5個分區[76]
    - 佛羅里達巡迴法院－20個司法巡迴地區[77]

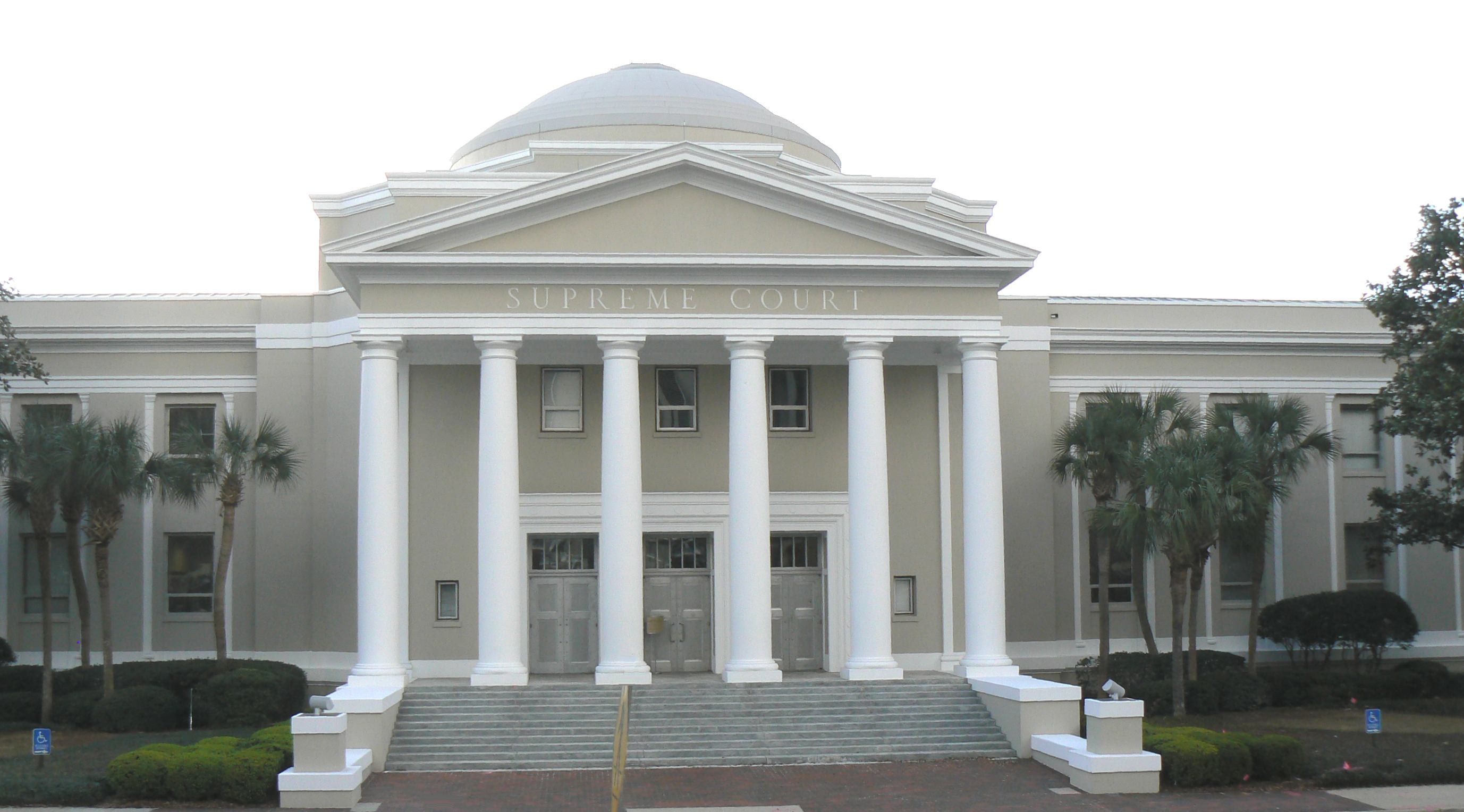
位於佛羅里達州塔拉哈西的佛羅里達最高法院總部

      - 佛羅里達郡法院－67個法院，各位於佛州各郡[78]

位於佛羅里達州內的聯邦法院
- 美國佛羅里達北區地區法院[79]
- 美國佛羅里達中區地區法院[80]
- 美國佛羅里達南區地區法院[81]

位於佛羅里達州內過去的聯邦法院
- 美國佛羅里達區地區法院－已廢除，並以細分

### 喬治亞州
喬治亞州法院包括：
- 喬治亞最高法院[82]
  - 喬治亞上訴法院[83]
    - 喬治亞巡迴法院－49個司法巡迴分區[84]
      - 喬治亞州法院[85]
        - 喬治亞地方法院[86]
        - 喬治亞少年法院[87]
        - 喬治亞公證法院[88]
        - 喬治亞城鎮法院[89]

位於喬治亞州內的聯邦法院
- 美國第十一巡迴上訴法院－總部位於喬治亞州亞特蘭大，下轄阿拉巴馬州、佛羅里達、與喬治亞州的各個美國地區法院。
- 美國喬治亞北區地區法院[90]
- 美國喬治亞中區地區法院[91]
- 美國喬治亞南區地區法院[92]

位於喬治亞州內過去的聯邦法院
- 美國喬治亞區地區法院－已廢除，並已細分

### 夏威夷州

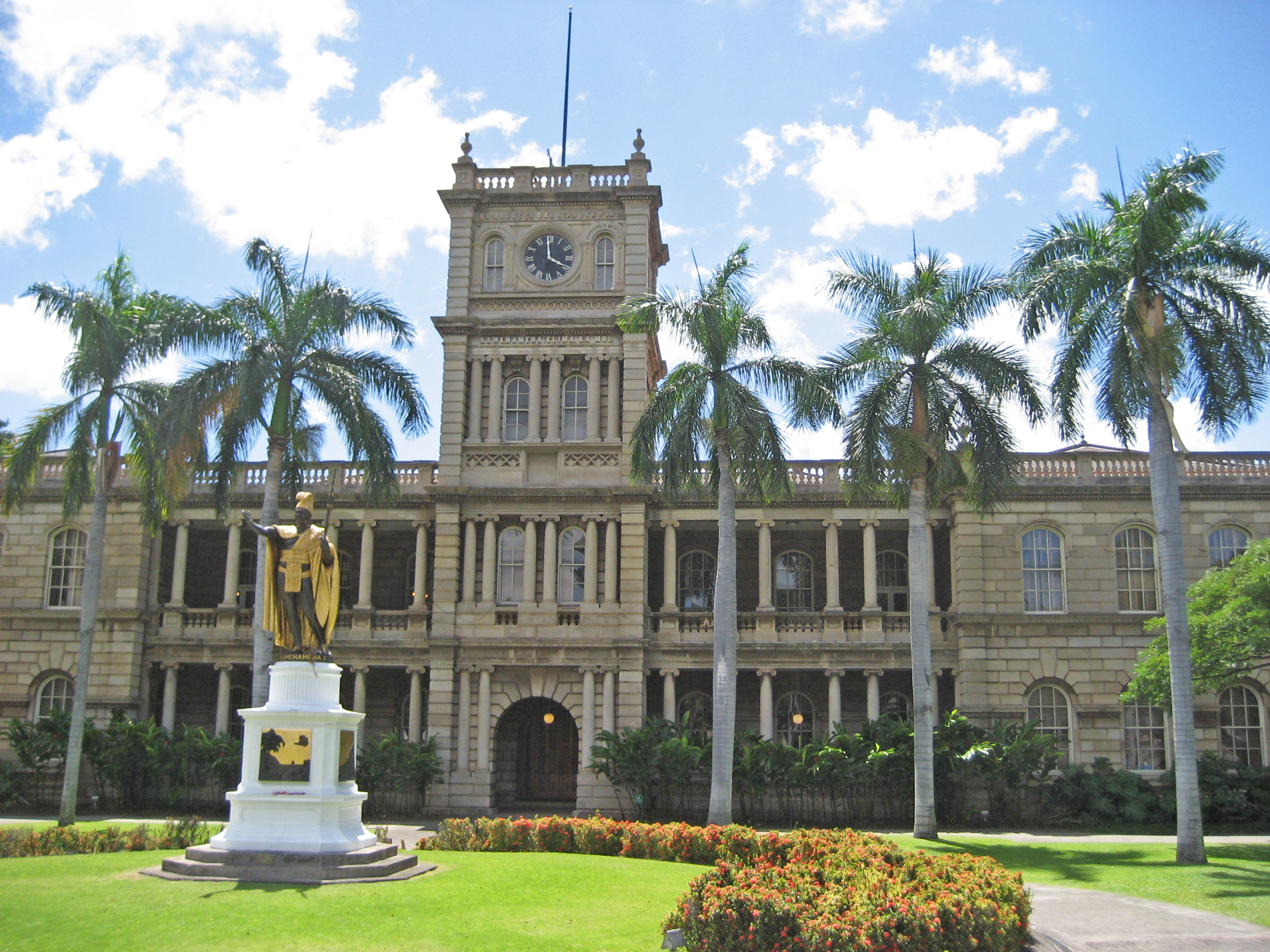
位於夏威夷州檀香山的夏威夷最高法院。

夏威夷州法院包括：
- 夏威夷州最高法院[93]
  - 夏威夷中等上訴法院[94]
    - 夏威夷州巡迴法院－4個巡迴分區[95]
    - 夏威夷州家庭法院－4個巡迴分區[96]
    - 夏威夷州地方法院－包括小額訴訟法庭[97]
    - 夏威夷州土地法院[98]
    - 夏威夷稅務上訴法院[98]

位於夏威夷州內的聯邦法院
- 美國夏威夷區地區法院[99]

### 愛達荷州
愛達荷州法院包括：
- 愛達荷最高法院[100]
  - 愛達荷上訴法院[100]
    - 愛達荷地方法院－7個司法分區[101]
      - 愛達荷毒品法院
      - 愛達荷精神健康法院

位於愛達荷州內的聯邦法院
- 美國愛達荷區地區法院[102]

### 伊利諾州
伊利諾州法院包括：
- 伊利諾最高法院[103]
  - 伊利諾訴願法院－5個分區[104]
    - 伊利諾巡迴法院－23個司法分區[105]

位於伊利諾州內的聯邦法院

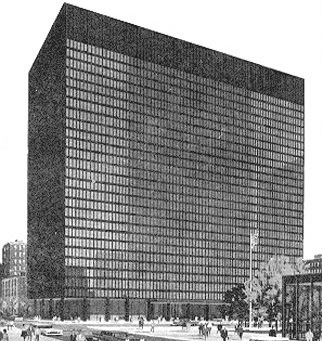
位於伊利諾州芝加哥得金斯聯邦大樓（Dirksen Federal Building）的美國第七巡迴上訴法院。

- 美國第七巡迴上訴法院－總部位於芝加哥，下轄位於伊利諾州、印第安納州、與威斯康辛州的各個聯邦地區法院。
- 美國伊利諾北區地區法院[106]
- 美國伊利諾中區地區法院[107]
- 美國伊利諾南區地區法院[108]

位於伊利諾州內過去的聯邦法院
- 美國伊利諾區地區法院－已廢除，於1855年細分[109]
- 美國伊利諾東區地區法院－已廢除，於1978年重組[109]

### 印第安納州
印第安納州法院包括：
- 印第安納最高法院[110]

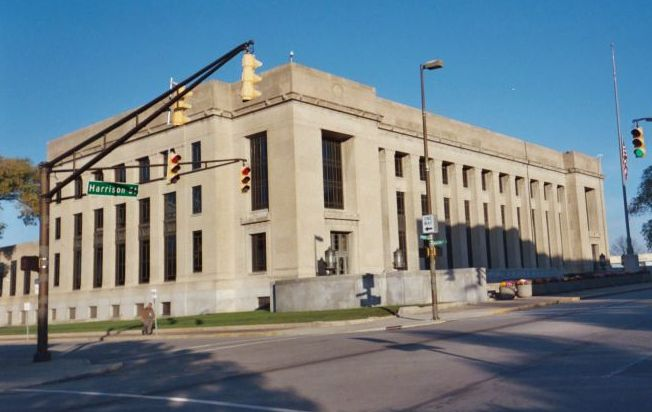
E·羅斯·阿達爾聯邦大樓為美國印第安納北區地區法院偉恩堡分院所在地。

  - 印第安納上訴法院－5個分區，前稱印第安納訴願法院[111]
    - 印第安納稅務法院[112]
    - 印第安納巡迴法院－90個巡迴分區[113]
    - 印第安納高等法院－177個分院[113]
    - 印第安納郡法院[113]
    - 印第安納城鎮法院[113]

位於印第安納州內的聯邦法院
- 美國印第安納北區地區法院[114]
- 美國印第安納南區地區法院[115]

位於印第安納州內過去的聯邦法院
- 美國印第安納區地區法院－已廢除，並已細分

### 愛荷華州
愛荷華州法院包括：
- 愛荷華最高法院[116]
  - 愛荷華上訴法院[117]
    - 愛荷華地方法院－8個分區[118]

位於愛荷華州內的聯邦法院
- 美國愛荷華北區地區法院[119]
- 美國愛荷華南區地區法院[120]

位於愛荷華州內過去的聯邦法院
- 美國愛荷華區地區法院－已廢除，並已細分

### 堪薩斯州
堪薩斯州法院包括：
- 堪薩斯最高法院[121]
  - 堪薩斯上訴法院[122]
    - 堪薩斯地方法院－31個分區[123]
      - 堪薩斯城鎮法院[124]

位於堪薩斯州內的聯邦法院
- 美國堪薩斯區地區法院[125]

### 肯德基州
肯德基州法院包括：
- 肯德基最高法院[126]
  - 肯德基上訴法院[127]
    - 肯德基巡迴法院－57個巡迴分區[128]
      - 肯德基地方法院－60個司法分區[129]

位於肯德基州內的聯邦法院
- 美國肯德基東區地區法院[130]
- 美國肯德基西區地區法院[131]

位於肯德基州內過去的聯邦法院
- 美國肯德基區地區法院－已廢除，並已細分

### 路易西安那州
路易西安那州法院包括：
- 路易西安那最高法院[132]
  - 路易西安那巡迴上訴法院－5個巡迴分區[133]
    - 路易西安那地方法院－40個地方分區[134]

位於路易西安那州內的聯邦法院

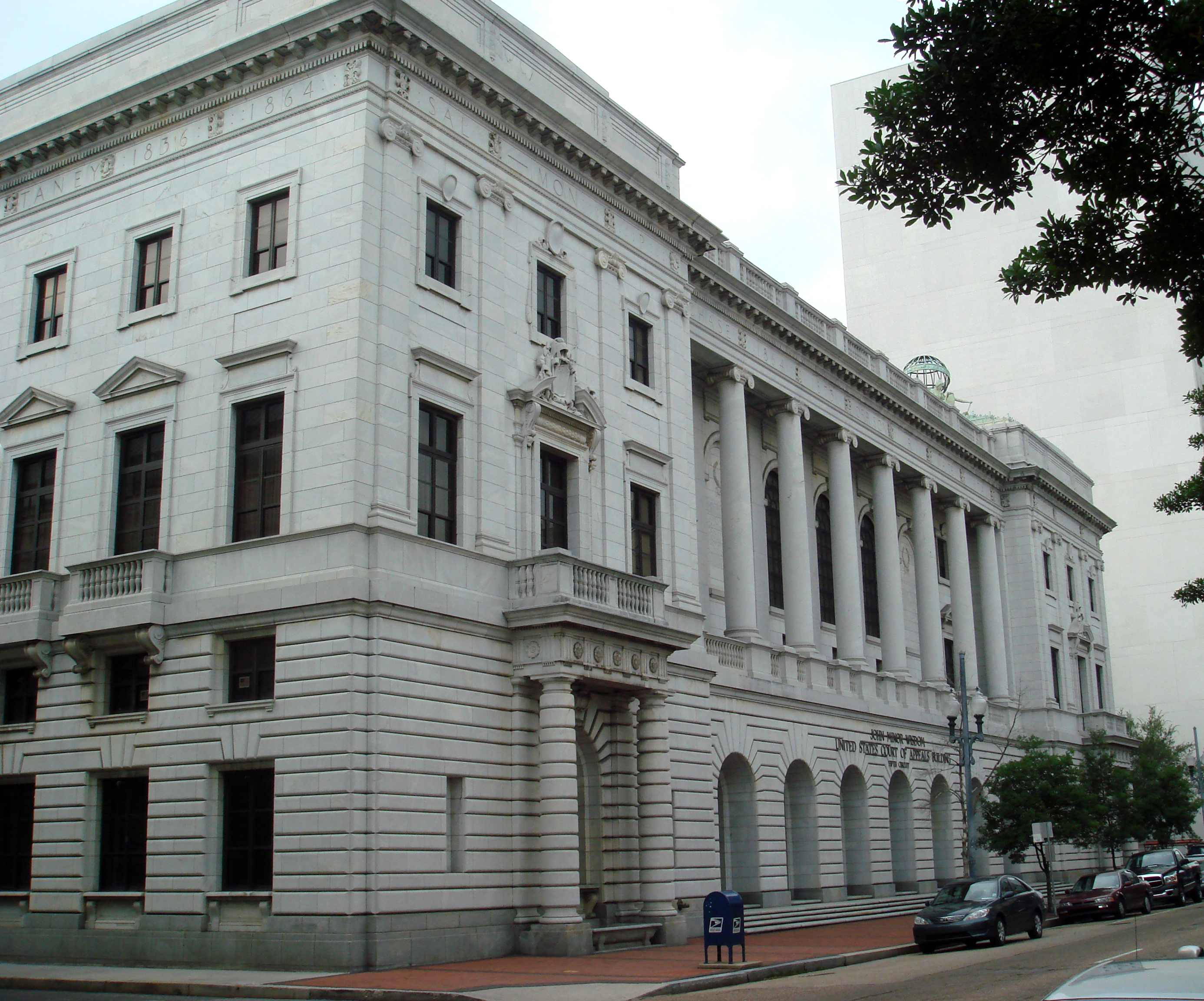
位於路易西安那州紐澳良的美國第五巡迴上訴法院。

- 美國第五巡迴上訴法院－總部位於路易西安那州紐澳良，下轄路易西安那州、密西西比州、與德克薩斯州內的各個聯邦地區法院。
- 美國路易西安那東區地區法院[135]
- 美國路易西安那中區地區法院[136]
- 美國路易西安那西區地區法院[137]

位於路易西安那州內過去的聯邦法院
- 美國奧良斯區地區法院－前身為奧良斯領地的領地法院，已於路易西安那州於1812年4月30日成為一州之後廢除。
- 美國路易西安那區地區法院－已廢除，並已細分

### 緬因州
- 緬因最高司法院[138]
  - 緬因高等法院[139]
    - 緬因地方法院[140]
    - 緬因特別法院－專注於藥物濫用／毒品案件[141]

位於緬因州內的聯邦法院
- 美國緬因區地區法院[142]

### 馬里蘭州
- 馬里蘭上訴法院[143]
  - 馬里蘭特別上訴法院[144]
    - 馬里蘭巡迴法院－8個司法巡迴[145]
      - 馬里蘭地區法院[146]

位於馬里蘭州內的聯邦法院
- 美國馬里蘭區地區法院[147]

位於馬里蘭州內過去的聯邦法院
- 美國波多馬克區地區法院－自1801至1802，亦包括哥倫比亞特區以及小部分的維吉尼亞州，以廢除並重整。[148]

### 麻塞諸塞州
司法院
- 麻塞諸塞最高司法院[149]
  - 麻塞諸塞上訴法院[150]
    - 麻塞諸塞審判法院[151]
      - 麻塞諸塞高等法院－14個分部[152]
      - 麻塞諸塞地區法院[153]
      - 麻塞諸塞波士頓市法院[154]
      - 麻塞諸塞土地法院[155]
      - 麻塞諸塞房屋法院[156]
      - 麻塞諸塞少年法院[157]

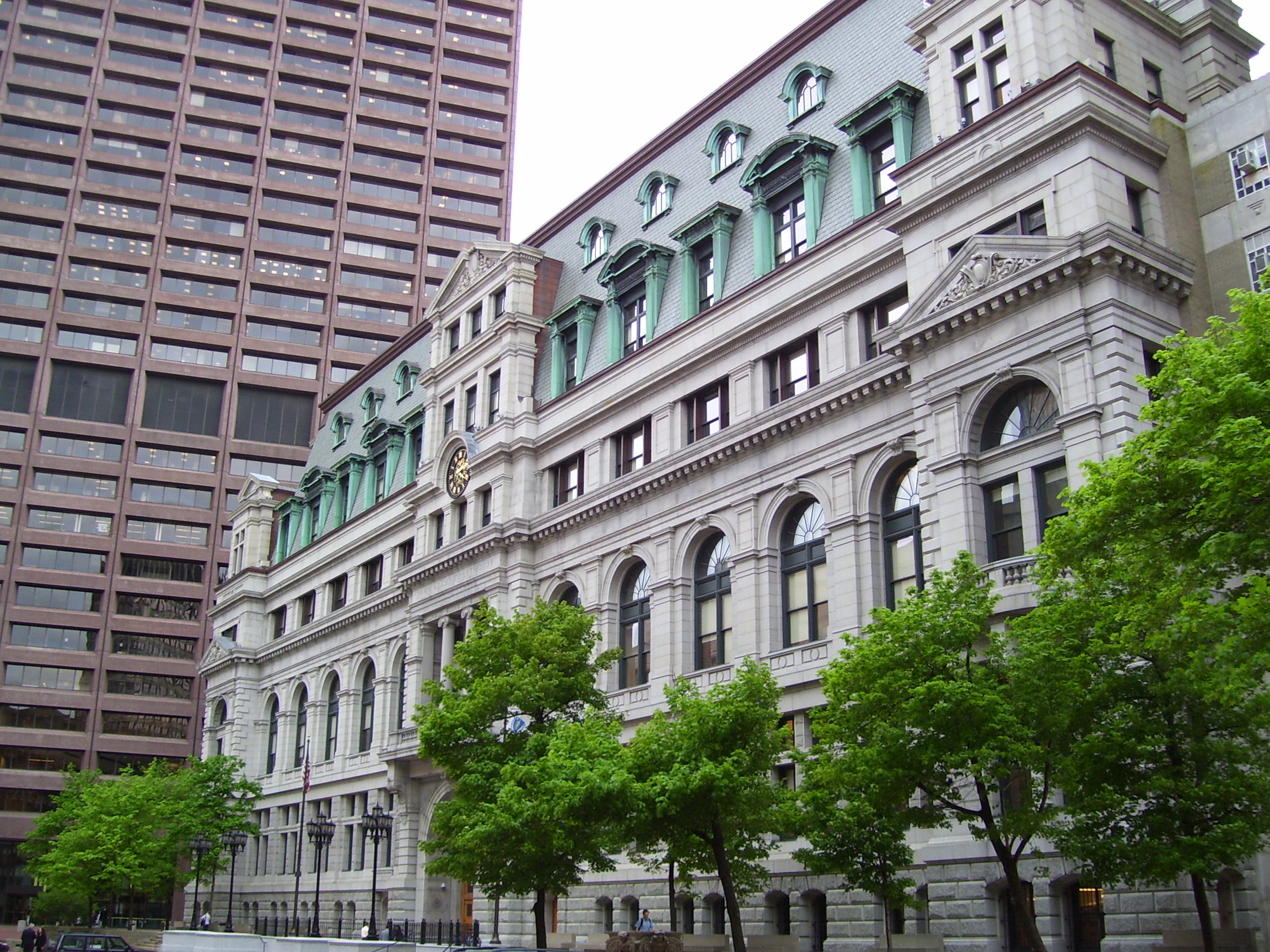
位於麻塞諸塞州波士頓的約翰·亞當斯法院大廈（John Adams Courthouse），為麻塞諸塞最高司法院與麻塞諸塞上訴法院所在地。

      - 麻塞諸塞遺囑公證與家庭法院－司法管轄權包括家庭事務：離婚、親屬關係認定、撫養權之歸屬、保有、終結、以及家庭暴力；與遺囑公證事務：遺囑之實行、管理、未成年人之撫養權歸屬、以及姓名之更改。[158]

行政法院
- 麻塞諸塞稅務上訴委員會[159]
- 麻塞諸塞勞工關係處[160]

位於麻塞諸塞州內的聯邦法院
- 美國第一巡迴上訴法院－總部位於波士頓，下轄位於緬因州、麻塞諸塞州、新罕布夏州、羅德島州、以及波多黎哥的各個美國地區法院。
- 美國麻塞諸塞區地區法院[161]

## 外部連結
- National Center for State Courts – directory of state court websites.